# Glock 43
Le Glock 43 est un pistolet semi-automatique de calibre 9 × 19 mm. Comme le Glock 26, il s'agit d'un pistolet sous-compact qui convient également au transport dissimulé grâce à sa conception compacte. Contrairement au Glock 26, le chargeur du Glock 43 est à pile unique.

## Description
La variante Glock 43X a une capacité de chargeur de 10 cartouches.

## Opérateurs
- Suisse : Police cantonale genevoise[2], il s'agit de la version compacte du Glock 19, utilisée par les agents sur le terrain pour la police judiciaire.

## Liens Internet
- GLOCK 43
- GLOCK 43x